# Jacek Dominik
Jacek Dominik (ur. 15 lipca 1969 w Piasecznie) – polski urzędnik państwowy, w latach 2006–2014 podsekretarz stanu w Ministerstwie Finansów, w latach 2012–2014 pełnomocnik rządu ds. wprowadzenia euro przez Rzeczpospolitą Polską, w 2014 komisarz europejski ds. budżetu i programowania finansowego.

## Życiorys
Ukończył studia na Wydziale Prawa i Administracji Uniwersytetu Warszawskiego, a w 1994 Podyplomowe Studium Prawa i Ekonomii Wspólnot Europejskich na tej uczelni.
Od 1993 związany z administracją rządową. Pracował kolejno w Departamencie Prawnym Ministerstwa Współpracy Gospodarczej z Zagranicą (1993–1994), następnie do 1998 jako naczelnik Wydziału do spraw Harmonizacji Prawa w Departamencie Międzynarodowej Integracji Gospodarczej Ministerstwa Finansów.
W 1998 został zatrudniony w Stałym Przedstawicielstwie RP przy Unii Europejskiej na stanowisku radcy odpowiedzialnego za negocjacje w dziedzinach gospodarczych i finansowych, a od 2004 jako radca-minister kierujący Wydziałem Budżetu i Finansów. W październiku 2008 powołany przez Radę Ministrów RP na członka rady Międzynarodowego Banku Współpracy Gospodarczej (MBWG).
21 września 2006 został podsekretarzem stanu w Ministerstwie Finansów. Po powołaniu pierwszego i drugiego rządu Donalda Tuska pozostał na tym stanowisku. Od 3 stycznia 2008 do 1 lutego 2008 kierował Służbą Celną. 22 czerwca 2012 został także pełnomocnikiem rządu ds. wprowadzenia euro przez Rzeczpospolitą Polską. 3 lipca 2014 został odwołany z pełnionych funkcji w związku z wysunięciem jego kandydatury na komisarza europejskiego. Od 16 lipca 2014 do 31 października 2014 był komisarzem europejskim ds. programowania finansowego i budżetu (podczas kadencji Komisji Europejskiej José Barroso).